# كدسورة سنانية الحواف
كدسورة سنانية الحواف (الاسم العلمي:Kadsura lancilimba) هي نوع غير مؤكد من النباتات يتبع جنس الكدسورة من الفصيلة الشزندرية.